# Chhoser
Chhoser (en népalais : छोसेर) est un comité de développement villageois du Népal situé dans la zone de Dhawalagiri dans le district de Mustang. Au recensement de 2011, il comptait 529 habitants.
Ce comité de développement villageois est constitué des villages suivant :
- Bharcha (3 860 m) ;
- Chaklo (5 085 m) ;
- Chhorma (4 610 m) ;
- Dhuk (3 860 m) ;
- Gamaar (4 580 m) ;
- Ghom (3 900 m) ;
- Kimbu (4 602 m) ;
- Nenyul (3 780 m) ;
- Panglamo (5 040 m) ;
- Samjong (3 980 m) ;
- Sisa (3 860 m) ;
- Siyabala (4 780 m).